# Oropeza (provins)

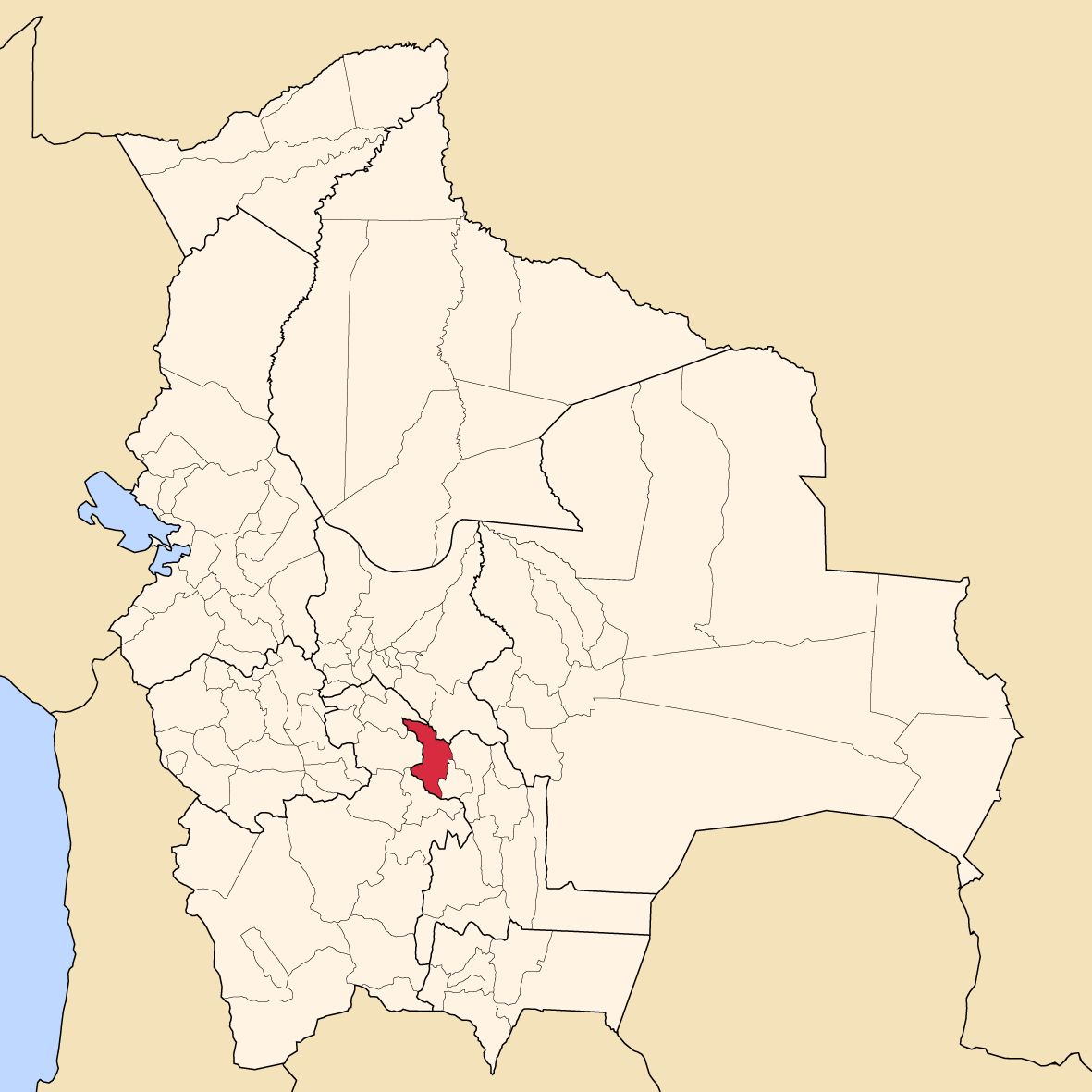
Provinsens läge i Bolivia

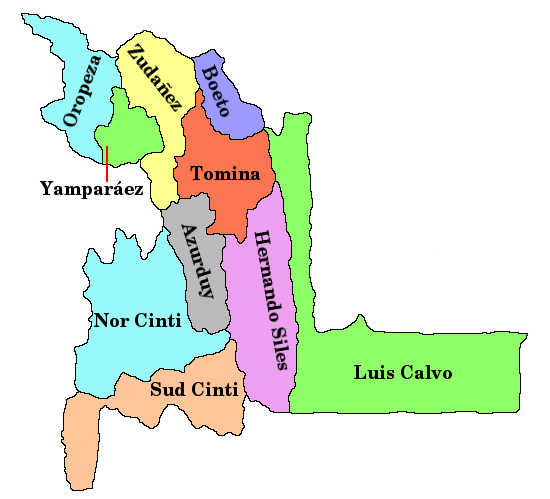
Provinser i Chuquisaca

Oropeza är en provins i departementet Chuquisaca i Bolivia. Den administrativa huvudorten är Sucre.